# 内野一
内野 一（うちの はじめ、1971年10月9日 -）は日本の男性声優。現在はフリー。愛知県春日井市出身。

## 略歴
東映アカデミー出身で、以前はアトリエピーチ
、RME、オフィスもり、ワルキューレ、VoiceVoiceに所属していた。

## 人物
ソフトな声と語り口を持つ。方言は名古屋弁。
趣味はスポーツ観戦、プロレス・格闘技観戦。特技はパチンコ店内マイク。

## 出演

### テレビアニメ
- 風のスティグマ（ウェイター）
- CLANNAD（バスケ部員）
- ケロロ軍曹（レポーター、オタク、オペレーター）
- THE SKULLMAN（通信兵）

### ゲーム
- 暁のアマネカと蒼い巨神（フツー）
- 桜蘭高校ホスト部（王龍）
- キャッスルファンタジア〜エレンシア戦記〜リニューアル（パシリ）
- ガジェットトライアル（フジモト大佐）
- GREEN 〜秋空のスクリーン〜（中田英明）
- D→A:BLACK（伊沢大樹）
- D→A:WHITE（伊沢大樹）
- 闘姫伝承 ANGEL EYES（キング、ちび子の父）
- パレドゥレーヌ（ウィーギンティ）
- ブラウン通り三番目（グランディ・アイアン）
- ブルーブラスター（兵士男、連合エースパイロット）
- ミストオブカオス（フルシコ・ グーティエル）
- メンアットワーク!4 ハンター達よ永遠に-（ウィルヘルム・フューラー）
- Missing Blue（神代琢巳）
- レベルジャスティス（力王）
- 化石の歌（不明）
- エーベンブルグの風（クロード＝マクドナル）

### ドラマCD
- 舞台 七瀬恋（2006年）